# Vogelkarspitze
Vogelkarspitze är ett berg i Österrike, på gränsen till Tyskland.   Det ligger i distriktet Innsbruck-Land och förbundslandet Tyrolen, i den västra delen av landet, 400 km väster om huvudstaden Wien. Toppen på Vogelkarspitze är 2 524 meter över havet, eller 727 meter över den omgivande terrängen. Bredden vid basen är 14,5 km.
Terrängen runt Vogelkarspitze är huvudsakligen bergig, men åt nordväst är den kuperad. Närmaste större samhälle är Hall in Tirol, 19,8 km söder om Vogelkarspitze. 
Trakten runt Vogelkarspitze består i huvudsak av gräsmarker. Runt Vogelkarspitze är det ganska tätbefolkat, med 166 invånare per kvadratkilometer.